# Maria Teresa de Montcada i Benavides
Maria Teresa de Montcada i Benavides   (Madrid, 12 d'agost de 1707 - Madrid, 14 de maig de 1756) va ser una noble de la casa de Montcada.

## Biografia
Filla de Guillem Ramon de Montcada, marquès d'Aitona, i d'Ana María Benavides, filla dels comtes de Santiesteban. Va ser la primera de les dues filles que van tenir els seus pares, pel que va esdevenir hereva dels títols i del patrimoni familiar a la mort del seu pare el 1727.
El 19 de novembre de 1722 es va casar a l'església de Sant Sebastià de Madrid amb el marquès de Cogolludo i, per tant, hereu de la Casa de Medinaceli, Luis Antonio Fernández de Córdoba, amb qui es va establir a la vila castellana, i on, des de 1729, va traslladar l'arxiu de la seva casa nobiliària des de Barcelona. L'enllaç que va suposar la incorporació de la casa d'Aitona a la de Medinaceli, de manera definitiva quan l'hereu, Pedro de Alcántara, va fer efectiva les herències.
Morta el 1756, va ser enterrada al monestir de Santes Creus.

## Descendència
Del seu matrimoni amb el duc de Medinaceli, va tenir els següents fills:
- Pedro de Alcántara (1730-1747), X duc de Medinaceli.
- María del Rosario (1732-1773), consort del duc d'Arcos.
- Ana María de la O (1738-1783), consort del duc de Santiesteban del Puerto.
- María Dolores (1746-1770), consort del comte de Moctezuma.

## Títols nobiliàris
Hereva dels títols i patrimoni del seu pare, de 1727 a 1756 va ostentar els següents títols:
- VIII Duquessa de Camiña
- VII Marquesa d'Aytona
- XII Marquesa de Villa Real
- Marquesa de Puebla de Castro
- XII Comtessa d'Alcoutim
- XV Comtessa d'Osona
- X Comtessa de Valenza y Valladares
- XXXIX Vescomtessa de Bas
- XXXVII Vescomtessa de Cabrera